# Unga drogförebyggare
Unga drogförebyggare (tidigare Smart ungdom) är en ungdomsorganisation som arbetar drogförebyggande med fokus på droger, tobak och tidiga alkoholdebuter. Unga Drogförebyggares syfte är att engagera unga i det drogförebyggande arbetet, genom att sprida kunskap och skapa lokalt engagemang via lokalföreningar. De gör unga delaktiga i civilsamhället och det drogförebyggande arbetet. De vill även skapa förutsättningar för en god hälsa hos unga med särskilt fokus på droger, tobak och tidiga alkoholdebuter genom att inspirera unga till ett hälsosamt liv.
Unga Drogförebyggare arbetar både lokalt och nationellt med att skapa positiva sammanhang som stärker unga. Ungdomarna utgör kärnan i verksamheten, det är de som är förändringsaktörerna!
Kunskap är makt! Därför ser Unga Drogförebyggare till att utveckla och förmedla information via informationsmaterial, föreläsningar och workshops. De arbetar långsiktigt för att förändra attityder kring tobak, alkohol och droger hos både unga och vuxna.
Unga Drogförebyggare arbetar även med att sprida organisationens metodik internationellt.

## Så bildades Unga Drogförebyggare
Unga Drogförebyggare bildades 2008 med namnet Smart Ungdom. Det var Riksförbundet SMART:s UngdomsRåd (SUR) som under ett möte i Tyresö under hösten tog initiativet att starta ett fristående ungdomsförbund. Efter två dagars diskussioner och lite träning i marknadsföring med en extern utbildare, konstituerades det nya förbundet som fick namnet Smart Ungdom. I november 2018 beslutade förbundsstyrelsen att organisationen ska byta namn till Unga Drogförebyggare. 

## Unga Drogförebyggare idag
Idag består Unga Drogförebyggare av över 3000 medlemmar och ett tjugotal lokala drogförebyggande råd runt om i Sverige, från Skåne till Norrbotten. För att kunna bli medlem krävs att man har skrivit på ett lokalt kontrakt mot tobak och droger, och man kan genom detta kontrakt välja att bli medlem i Unga Drogförebyggare.
Verksamheten består av lokala drogförebyggande aktiviteter som arrangeras av medlemmarna. Medlemmarna tillsammans med Unga Drogförebyggares kansli ger även interna och externa utbildningar och föreläsningar på skolor över hela Sverige. De arrangerar nationella mötesplatser för unga såsom Ungdomskonferensen och bjuder in till internationella läger och utbyten. De arbetar även politiskt med att lyfta ungas röst i den drogpolitiska debatten genom lobbyarbete och representation i nätverk och organisationer. 